# Contrassegno di parcheggio per disabili
Il contrassegno di parcheggio per disabili, ufficialmente contrassegno unificato disabili europeo (CUDE), più comunemente chiamato pass disabili è un contrassegno rilasciato dalle amministrazioni comunali italiane alle persone con ridotta capacità motoria oppure non vedenti.
Il contrassegno viene rilasciato previa apposita e documentata istanza dell’avente diritto al proprio comune di residenza e dà diritto al titolare di usufruire delle facilitazioni di parcheggio e di circolazione concesse dallo stato in cui si trova.
Il CUDE può, esclusivamente in base alla legge italiana, considerarsi anche un documento di riconoscimento poiché è munito di fotografia, firma, generalità del titolare e timbro dell'amministrazione dello Stato che lo rilascia.
Si noti che il pass non è vincolato ad uno specifico veicolo, può essere infatti liberamente spostato su qualsiasi veicolo dentro cui il titolare sia trasportato.

## Italia

### Requisiti per il rilascio
Il rilascio è sempre subordinato alla presentazione della certificazione medica, rilasciata dalla ASL di competenza dietro richiesta dell'interessato.
Le patologie per le quali è possibile chiedere l'emissione del contrassegno sono:
- capacità di deambulazione impedita;[5]
- capacità di deambulazione sensibilmente ridotta;[5]
- cecità civile assoluta.[8]

### Caratteristiche
A partire dal 15 settembre 2012, i comuni rilasciano i contrassegni per disabili che seguono il modello unificato della comunità europea (CUDE). Questo tipo di contrassegno, oggi l'unico autorizzato in Italia, può essere utilizzato in tutti i ventisette paesi aderenti all'UE, oltre che in alcuni paesi non membri come l'Islanda, la Svizzera e San Marino.
Le caratteristiche del CUDE sono contenute all’interno della Raccomandazione 98/376/CE del Consiglio dell’Unione europea.
Il "contrassegno europeo" rilasciato in Italia ha dimensioni pari a 106 mm x 148 mm, il colore di sfondo è azzurro chiaro ed è plastificato (ad eccezione dello spazio dedicato all’apposizione della firma).

#### Recto
Nella parte sinistra sono presenti il numero seriale del contrassegno, la data di scadenza e la denominazione dell’ente che lo ha rilasciato, oltre al simbolo internazionale di accessibilità, di colore bianco su sfondo blu.
Nella parte destra si trova la sigla dello stato (“I” per i contrassegni italiani) racchiusa all’interno delle dodici stelle dell’Unione europea) e la scritta “modello dell’Unione europea”.
Sopra alla sigla dello stato sono presenti le traduzioni di “contrassegno di parcheggio” nelle varie lingue dei paesi membri dell’Unione.

 Inoltre, nella parte anteriore deve essere posizionato un adesivo olografico anticontraffazione; la legge italiana, tuttavia, non specifica quali simboli debbano essere rappresentanti al suo interno. Ogni comune ha quindi facoltà di scegliere simboli o iscrizioni da inserire nell'ologramma, nella maggior parte dei casi si tende ad inserire lo stemma comunale accompagnato da un seriale.

#### Retro
Nella parte posteriore trovano posto, a sinistra, il nome ed il cognome del titolare del contrassegno, seguiti dalla fotografia e dalla firma dello stesso.
Sulla destra sono invece impresse alcune informazioni relative al corretto utilizzo del contrassegno, in particolare viene indicato che è necessario esporre il pass con il recto rivolto verso l’alto, così da permettere agli agenti di polizia di svolgere controlli di verifica.

### Novità del CUDE
Le principali differenze tra il vecchio contrassegno e il CUDE sono il formato e il colore: la vecchia versione era di colore arancione e dimensione 120mm x 100mm, il CUDE si sviluppa in orizzontale ed è di colore azzurro. Anche il pittogramma, nel primo caso più dettagliato e nel secondo più stilizzato (simbolo internazionale di accessibilità). Inoltre nella nuova versione sono state aggiunte due importanti novità: la fototessera del titolare e la sua firma, poste entrambe sul retro a tutela della privacy. 

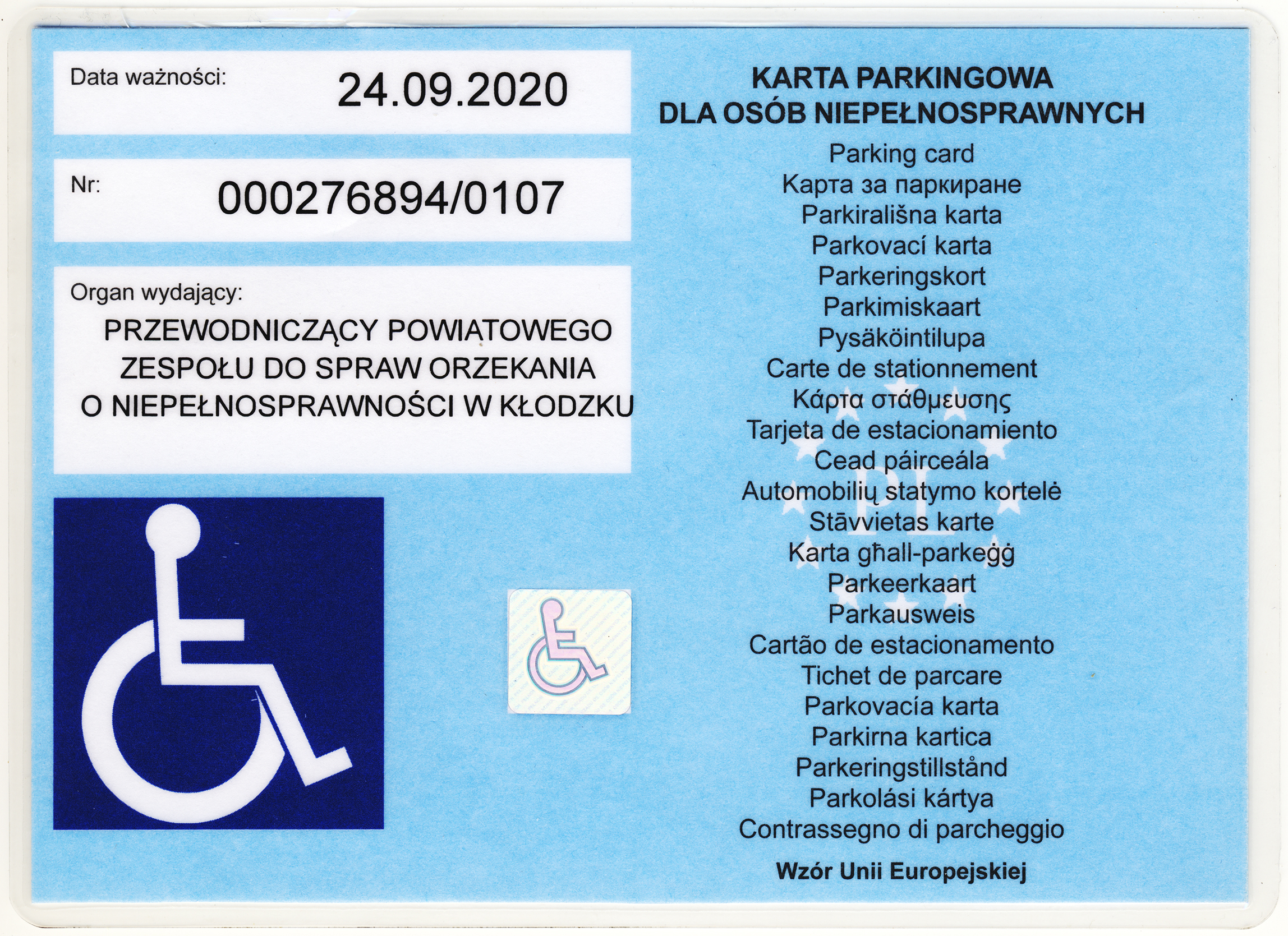
Contrassegno disabili polacco

### Agevolazioni concesse
In Italia, il contrassegno di parcheggio per disabili, se esposto correttamente e in corso di validità, dà diritto a:
- sostare negli appositi stalli riservati[9] (purché non riservati ad personam ad uno specifico invalido);[10]
- sostare nelle aree a sosta regolamentata senza limiti di tempo;[11]
- sostare gratuitamente nelle aree a pagamento, a condizione che gli spazi riservati siano già occupati o inaccessibili[12] (dal 1º gennaio 2022[13]);[14]
- sostare in deroga ai divieti di sosta, a condizione che non si costituisca intralcio alla circolazione veicolare o pedonale;[15]
- circolare nelle ZTL e APU se è ammesso l’ingresso di almeno una categoria di veicoli per l'espletamento di servizi di trasporto di pubblica utilità[16], senza necessità di comunicare i dati del veicolo;[17]
- circolare nelle corsie preferenziali qualora sia ammesso il transito, oltre che ai mezzi di trasporto pubblico collettivo, anche ai taxi;[18]
- circolare in deroga a sospensioni o blocco del traffico, anche se dovuto a ragioni ambientali.[15]

Segnale che identifica uno stallo di sosta riservato nominalmente ad una specifica persona invalida

I veicoli a servizio di persone invalide non hanno quindi il diritto di:
- sostare nelle aree ove sia disposta la rimozione forzata;[19]
- sostare in divieto di fermata;[20]
- sostare nelle aree adibite a mercato;[21]
- sostare durante la pulizia della strada;[21]
- sostare negli stalli riservati nominalmente ad altri invalidi;[10]
- sostare in corrispondenza di passi carrabili;[21]
- sostare in violazione agli artt. 158 e 159 del Codice della Strada.[21]

È bene segnalare infine che i veicoli a servizio di persone invalide non possono essere né bloccati da ganascia né rimossi coattivamente dal carro attrezzi (per rimozione deve intendersi prelevare il veicolo e trasportarlo fino al deposito), tuttavia possono essere spostati presso un’area idonea nelle vicinanze del punto dove si trovava.

### Uso scorretto o improprio
Per godere dei benefici del pass disabili, il medesimo deve essere esposto in originale: l'esposizione di una fotocopia in bianco e nero, seppur non costituisca reato, non rende esenti dalla sanzione per la violazione del codice della strada eventualmente commessa. 

L'utilizzo di un contrassegno falsificato oppure di uno reale ma con alterazioni, costituisce reato solo se è in grado di trarre agevolmente in inganno gli agenti di polizia, in caso contrario ci si strova di fronte ad un "falso grossolano", non punibile. 

Nel caso in cui il contrassegno non venga utilizzato in funzione della mobilità dell'invalido (cosiddetto "uso improprio"), è prevista, oltre alla sanzione, anche la confisca amministrativa dello stesso.

## Contrassegno per disabili in altri paesi

### San Marino
Nella Repubblica di San Marino il contrassegno di circolazione e parcheggio per invalidi viene rilasciato dal comando della polizia civile, dietro richiesta dell'interessato e previa verifica del possesso dei requisiti. Possono domandare l'emissione di un contrassegno i cittadini sammarinesi che abbiano uno stato di grave difficoltà nella deambulazione, attestato dal dirigente della medicina di base. Per il rilascio è necessario dotarsi di una marca da bollo da 5 euro e di fototessera del titolare. Il comando di polizia civile prende in carico la richiesta corredata dalla certificazione medica e, in caso di approvazione, recapita il contrassegno alla residenza del richiedente.

Al pari di come avviene in Italia, il pass disabili sammarinese permette la sosta negli appositi spazi riservati e di accedere alle zone normalmente destinate alla sola circolazione pedonale; degli stessi diritti godono le persone che stanno assistendo e accompagnando una persona invalida, unicamente per il tempo strettamente necessario.
La validità del contrassegno è permanente se lo è anche l'invalidità, altrimenti la validità è limitata al periodo di disabilità del titolare.

Il modello in uso nella Repubblica di San Marino è uniformato, dal 2008, a quello dell'Unione europea ed è oggi così composto:

Sul recto sono presenti:
- il simbolo internazionale di accessibilità, bianco su sfondo azzurro scuro;
- la data di scadenza (oppure la dicitura "validità permanente");
- il numero seriale del contrassegno;
- il nome dell'autorità che ha provveduto al rilascio, ossia il comando di polizia civile;
- le scritte in lingua italiana "Contrassegno di parcheggio" e "Parcheggio per disabili";
- lo stemma della Repubblica di San Marino, in colore bianco.

Sul retro invece sono presenti:
- nome e cognome del titolare;
- il codice I.S.S.;
- firma e fotografia del titolare;
- avvertenze relative al corretto uso del contrassegno.

Al pari dei contrassegni europei, anche quello sammarinese ha formato rettangolare e sfondo azzurro.

### Svizzera

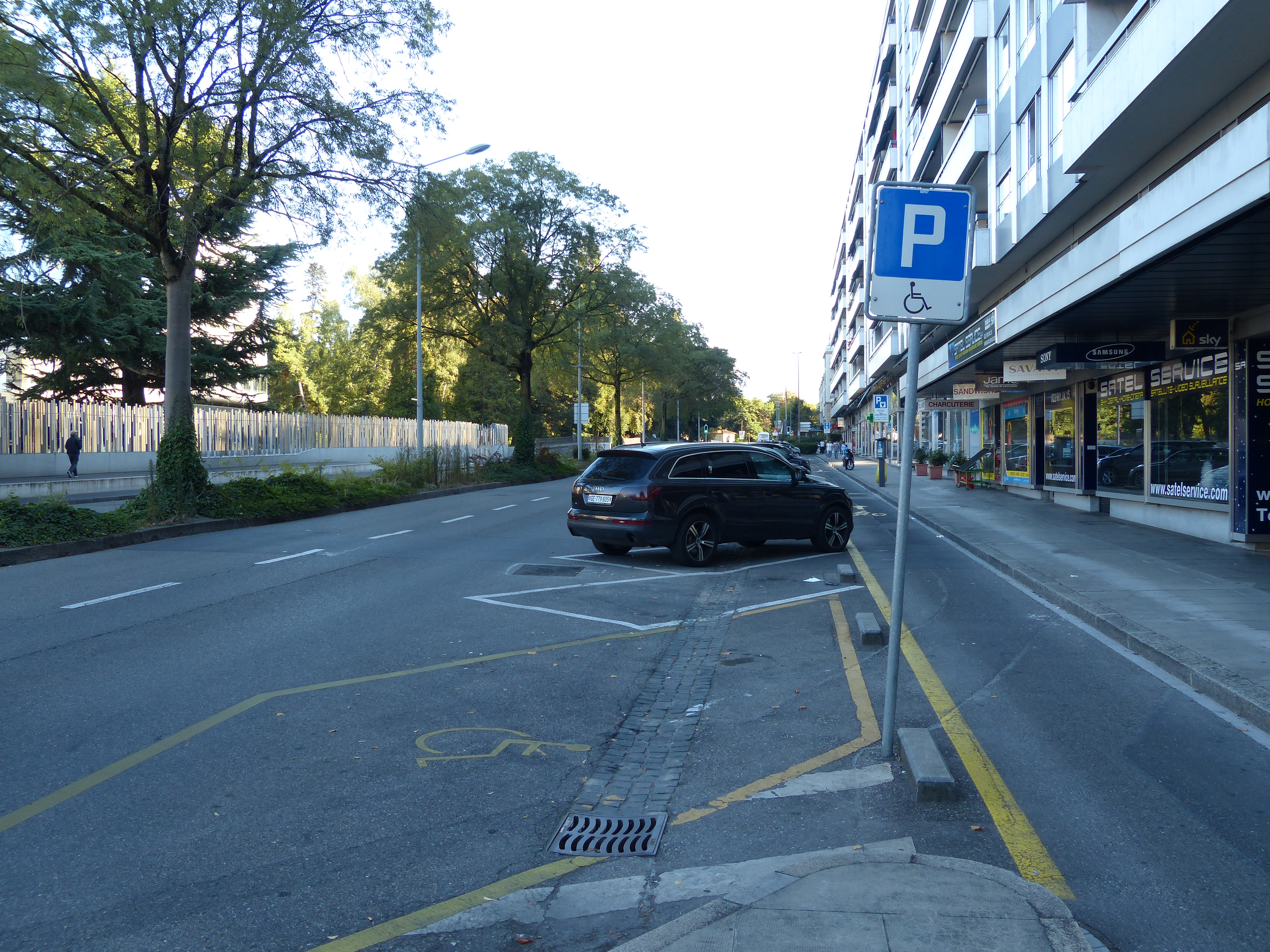
Parcheggio riservato alle persone disabili a Ginevra

Pannello integrativo svizzero indicante che la prescrizione è limitata agli invalidi

Nella confederazione svizzera, le autorità cantonali rilasciano contrassegni per disabili conformi al modello europeo, utilizzabili infatti in tutti i paesi membri dell'Unione europea. Vengono concessi alle persone che abbiano una netta riduzione della capacità di mobilità, purché tale condizione sia attestata dalla prevista documentazione medica.
Nel territorio svizzero, l'esposizione di un contrassegno in corso di validità, dà diritto a:
- sostare senza limiti di tempo in tutti i parcheggi;[33]
- sostare, per un massimo di due ore, nelle zone d’incontro (anche fuori dagli stalli) e nelle zone pedonali, purché siano previste eccezioni al divieto d’accesso;[34]
- sostare, per un massimo di tre ore, nelle aree dove sia in vigore il divieto di parcheggio.[35]

Le agevolazioni alla sosta vengono meno nei casi in cui:
- la sosta metta in pericolo il resto del traffico oppure costituisca inutilmente un ostacolo per lo stesso;[36]
- siano disponibili, nelle immediate vicinanze, stalli di sosta liberi ed utilizzabili da chiunque senza limiti temporali;[37]
- la sosta non sia finalizzata al trasporto o all'accompagnamento del titolare del contrassegno, se diverso dal conducente del veicolo;[38]
- il contrassegno non sia esposto nella maniera corretta, ossia nella parte anteriore del veicolo ed in maniera ben visibile;[39]
- il parcheggio sia gestito da un privato.[40]

Esistono tre versioni di contrassegni svizzeri per invalidi che differiscono per la lingua delle iscrizioni, ossia italiano, francese e tedesco.

Il contrassegno per disabili svizzero è di colore azzurro e ha formato rettangolare (14,8 x 10,6 centimetri). Il verso contiene una variante del simbolo internazionale di accessibilità bianca su fondo blu scuro, il numero seriale, la data di scadenza, il nome dell'autorità che ha provveduto al rilascio, la sigla automobilistica internazionale della Svizzera "CH" e la scritta "Contrassegno di parcheggio per persone disabili" ("Carte de stationnement pour personnes handicapées" per le autorizzazioni emesse in cantoni di lingua francese e "Parkkarte für behinderte Personen" per quelle emesse nei cantoni di lingua tedesca). Nella parte anteriore sono comunque presenti traduzioni del termine "contrassegno" in ulteriori dieci lingue.

Il retro contiene tre spazi per il nome, il cognome e la firma del titolare dell'autorizzazione, oltre alla sua fotografia (o numero di targa del veicolo) ed avvertenze sul corretto uso del pass.
I contrassegni dei paesi dell'Unione europea, assumono la stessa validità di quelli svizzeri. Per i visitatori della Svizzera sono previsti appositi avvisi da esporre unitamente al contrassegno.